# Найкрасивіша (фільм)
«Найкрасивіша» (італ. Bellissima) — кінофільм режисера Лукіно Вісконті, що вийшов на екрани на початку 1952 року. У фільмі розповідається історія жінки, яка прагне зробити свою дочку кінозіркою. За цю роль Анна Маньяні отримала премію «Срібна стрічка» Італійського національного синдикату кіножурналістів.

## Сюжет
У Римі для зйомок у фільмі відомого режисера шукають маленьку дівчинку. Багато матерів приводять на відбір своїх дітей. Донька Маддалени Чекконі, маленька Марія, одна з тих, хто проходить попередній відбір.
Маддалена радіє майбутній долі доньки і починає метушитися. Вона робить все, щоб добитися для дитини ролі, знайомиться із співробітником кіностудії, дрібним помічником, який вимагає у неї гроші, гарантуючи, що зможе вплинути на рішення режисера. Маддалена віддає йому гроші, накопичені нею і чоловіком, відкладені на новий будинок, сподіваючись на допомогу. Але хлопець купує на ці гроші мопед, навіть не збираючись допомагати Марії.
Маддалена пробирається на студію під час перегляду кінопроб, і бачить, як уся знімальна група сміється над записом її доньки. Влаштувавши скандал, вона забирає дитину і їде геть.
В результаті усіх поневірянь, коли режисер, нарешті, вибирає Марію на роль і надсилає до неї своїх асистентів, Маддалена відмовляється підписати контракт, розуміючи, що не здатна приректи доньку на довічне приниження заради грошей.

## В ролях
| Актор               | Роль               |
| ------------------- | ------------------ |
| Анна Маньяні        | Маддалена Чекконі  |
| Вальтер К'ярі       | Альберто Анновацці |
| Тіна Апічелла       | Марія Чекконі      |
| Гастоне Ренцеллі    | Спартако Чекконі   |
| Текла Скарано       | Тільде Спернанцоні |
| Артуро Брагалья     | фотограф           |
| Алессандро Блазетті | режисер (камео)    |